# Vuelo 2100 de Air Niugini
El vuelo 2100 de Air Niugini, fue un vuelo de carga operado por un ATR 42-320F con una ruta programada desde el Aeropuerto de Madang, Madang, hacia el Aeropuerto de Tabubil, Tabubil, Papúa Nueva Guinea. El 19 de octubre de 2013, el vuelo se salió de la pista y cayó en un canal durante el despegue.

## Aeronave
El avión era un ATR 42-320F construido en 1988 y registrado P2-PXY de la aerolínea nacional Air Niugini, el avión fue alquilado a la aerolínea suiza Farnair Europe el 1 de octubre de 2012. Después en junio de 2013 se cambió la matrícula HB-AFC a la matrícula P2-PXY. En el momento del accidente, el avión llevaba más de 25 años en operación y había acumulado 24.375 horas de vuelo.

## Accidente
El 19 de octubre de 2013, el vuelo tenía que cubrir la ruta regional de Puerto Moresby - Madang - Tabubil - Puerto Moresby. La primera transcurrió sin incidentes y el avión aterrizó regularmente a las 07:32. Luego de desempacar la carga que contenía se realizó otra carga de cigarrillos y cajas de cartón de gran tamaño.

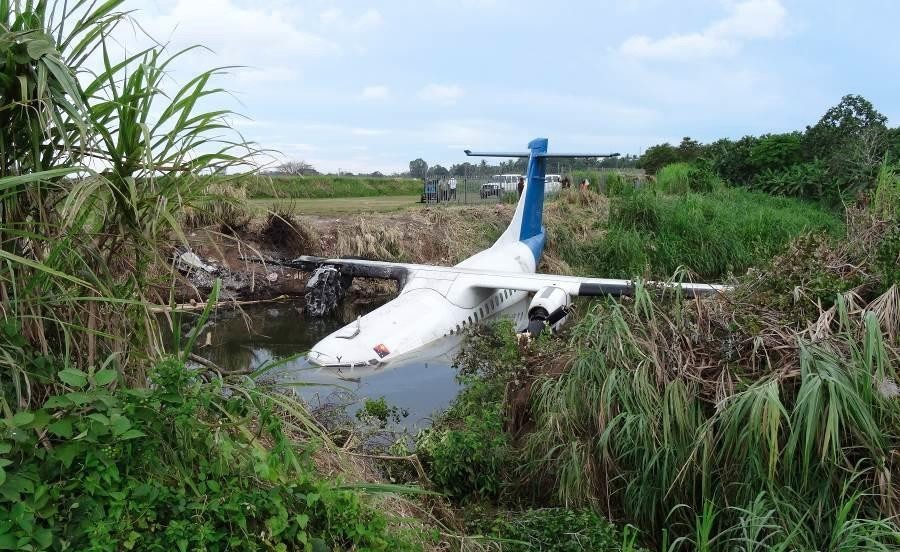
El avión se salió de la pista y cayó en un canal en el despegue

A las 09:15, los pilotos se alinearon en la pista 25 del aeropuerto para el despegue con una velocidad de rotación fijada en 102 nudos (189 km/h). Sin embargo, una vez llegados a VR los controles no respondieron correctamente, de hecho eran duros y era imposible girar para despegar. El piloto decidió entonces abortar el despegue, activando los inversores de empuje y los frenos. Sin embargo, eso no fue suficiente y el avión se salió de la pista cayendo en un canal, una sección del ala estalló en llamas. Los miembros de la tripulación fueron evacuados por la escotilla del techo después de activar los sistemas de extinción de incendios del avión.

## Investigación

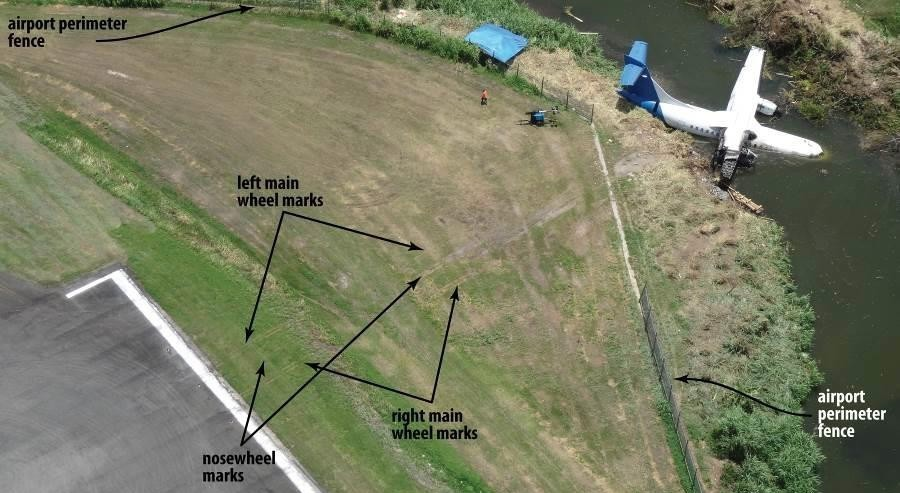
Imagen investigativa del accidente, las flechas indican las marcas que dejaron las ruedas del avión durante el accidente

La investigación fue realizada por la Comisión de Investigación de Accidentes de Papúa Nueva Guinea (PNGAIC). La investigación reveló que el avión iba sobrecargado. El ATR 42F tenía compartimentos de carga asignados en orden alfabético desde el frente, y estaba dividido en seis compartimentos designados con las letras AF. El vuelo transportaba 340 cartones de cigarrillos y, según la lista de carga elaborada el día del accidente, el avión A debía ser cargado con 350 kg, el avión B y el avión D con 800 kg cada uno, el avión E con 600 kg y el avión F con 360 kg. El responsable de la carga, que había elaborado esta lista, no había medido el peso real sino que había calculado que cada caja pesaba 12 kg, lo que daba un peso total de carga de 3.710 kg. Sin embargo, el peso real de cada caja cargada de las tres marcas fue de 12,14 kg, 12,44 kg y 13,16 kg respectivamente, lo que hizo que el avión fuera más pesado de lo esperado.

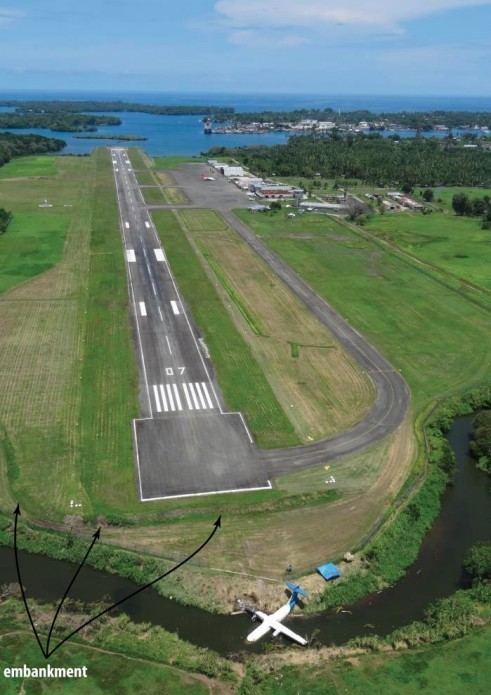
Las flechas muestran la cerca del perímetro del aeropuerto

Se desconoce el peso real de la carga, ya que la mayor parte fue llevada a sus casas por los residentes antes de que comenzara la investigación, pero se estima que fue de 4,303 kg según el peso por caja mencionado anteriormente. Esto supone 593 kg más que el valor calculado por el gerente. Además, el empleado del fabricante de cigarrillos que presenció la carga memorizó el número de cartones de cada marca de cigarrillos cargados en la sección A y, en base a esto, cuando se recreó la situación de carga en la sección A, resultó ser de 1.136 kg. Esto supone 786 kg más que los 350 kg indicados en la lista de carga y 136 kg más que el peso máximo permitido de 1.000 kg para el mismo compartimento. Como se ha descrito anteriormente, el avión había sido cargado más de lo esperado, con un peso total de 17.243 kg, es decir, 343 kg más que el peso máximo de despegue de 16.900 kg. El centro de gravedad tampoco estaba dentro del rango seguro.